# Inés Cifuentes
Inés Lucía Cifuentes (Londres, 26 de abril de 1954-Takoma Park, 16 de diciembre de 2014) fue una sismóloga y educadora estadounidense reconocida por sus estudios sobre el el gran terremoto de Chile de 1960. Desde 1994 hasta 2005 fue directora de la Academia Carnegie para la Educación Científica.
Hija de una madre judía estadounidense y de un estudiante de Ecuador, ambos trabajando como economistas para las Naciones Unidas, nació en Londres. Mientras crecía,  vivió en Ecuador, Chile, Paraguay y Guatemala. Se graduó en el instituto en el Condado de Montgomery (Maryland) y se estudió un grado en física por la Swarthmore University y un máster en geofísica por la Universidad de Stanford. Fue contratada por el Servicio Geológico de los Estados Unidos en Menlo Park. Incluso aunque su consejero de la facultad intentó hacerla dejar el programa, Cifuentes se doctoró en la Universidad de Columbia en 1988, convirtiéndose en una de las primeras mujeres en doctorarse en geofísica por Columbia. Continuó sus estudio de posdoctorado en el Institut de Physique du Globo de París. En su regreso a los Estados Unidos de América, se unió a la Academia Carnegie para la Educación Científica.
Cifuentes se casó con Frank Aikman; tuvieron dos hijos.
En 2006, fue nombrada científica hispana nacional del año por el Museo de Ciencia e Industria en Tampa. En 2007, recibió un premio de matemáticas y ciencia por la Fundación del Patrimonio Hispano.
Falleció de cáncer de pecho en su casa en Takoma Park en la edad de 60 años.